# Anelaphus flavofasciatus
Anelaphus flavofasciatus es una especie de escarabajo longicornio del género Anelaphus, categorizada en la tribu Elaphidiini, de la subfamilia Cerambycinae. Fue descrita por Nascimento en 2018.

## Descripción
Mide 14,6 mm de longitud.

## Distribución
Se distribuye por Colombia.